# Strgača
Strgača ali radula je prebavni organ mehkužcev, ki se nahaja v ustni votlini. Strgača je hitinasta, različno nazobčana tvorba, ki prekriva jezik, podpira pa jo hrustanec. Mišice jo premikajo naprej in nazaj. S strgačo mehkužec strga hrano s podlage.